# 高野ひと深
高野ひと深（たかの ひとみ）は、日本の漫画家。女性。

## 来歴
九州出身。2015年、「フラッシュノイズ」でデビュー。
初の連載作品『私の少年』が「このマンガがすごい! 2017」オトコ編にて第2位、「俺マン2016」1位、「第3回 次にくるマンガ大賞」のコミックス部門で第3位に選出される。
2021年6月8日発売の『フィール・ヤング』7月号（祥伝社）から『ジーンブライド』の連載を開始。「このマンガがすごい! 2023」のオンナ編で第2位、「ブロスコミックアワード2022」で大賞を受賞した。2024年11月8日発売の12月号で最終回を迎えた。2025年1月8日に最終4巻が発売された。

## 作品リスト

### 連載
- 「す」のつく言葉で言ってくれ（リブレ出版『BE BOY』2015年10月号 - 2016年4月号、ビーボーイコミックスDX、2016年5月10日発売）
- 私の少年（双葉社『月刊アクション』2016年2月号 - 2018年2月号・アクションコミックス→講談社『週刊ヤングマガジン』2018年26号 - 2020年48号・ヤンマガKCスペシャル、2016年6月11日 - 2020年12月4日、全9巻）
- ジーンブライド（祥伝社『フィール・ヤング』2021年7月号[7] - 2024年12月号[9]、全4巻）

### 読み切り
- フラッシュノイズ（リブレ出版『BE BOY』2015年6月号） - 『「す」のつく言葉で言ってくれ』に収録
- つらなるステラ（祥伝社『onblue』vol.29（2017年6月号）） - 『つらなるステラ』（祥伝社・on BLUEコミックス、2017年12月12日発売）収録
- MILK（海王社『GUCH』2015年8月号） - 『つらなるステラ』収録
- 逃げなずむならよる（大洋図書『CRAFT』vol.66（2015年10月刊）） - 『つらなるステラ』収録
- レユニオン・ドラマの場合（幻冬舎コミックス『ルチル』2016年3月号） - 『つらなるステラ』収録
- おとなりから笑い声（祥伝社『号外on BLUE 2nd SEASON』vol.1（2016年9月刊）） - 『つらなるステラ』収録

### イラスト
- おまえのすべてが燃え上がる（著：竹宮ゆゆこ、新潮文庫nex、2017年5月27日発売）[11]

### その他
- 『ジーンブライド』第1巻発売記念 高野とヤマシタトモコの対談（『フィール・ヤング』2021年12月号[12]）